# Scuola di Glasgow

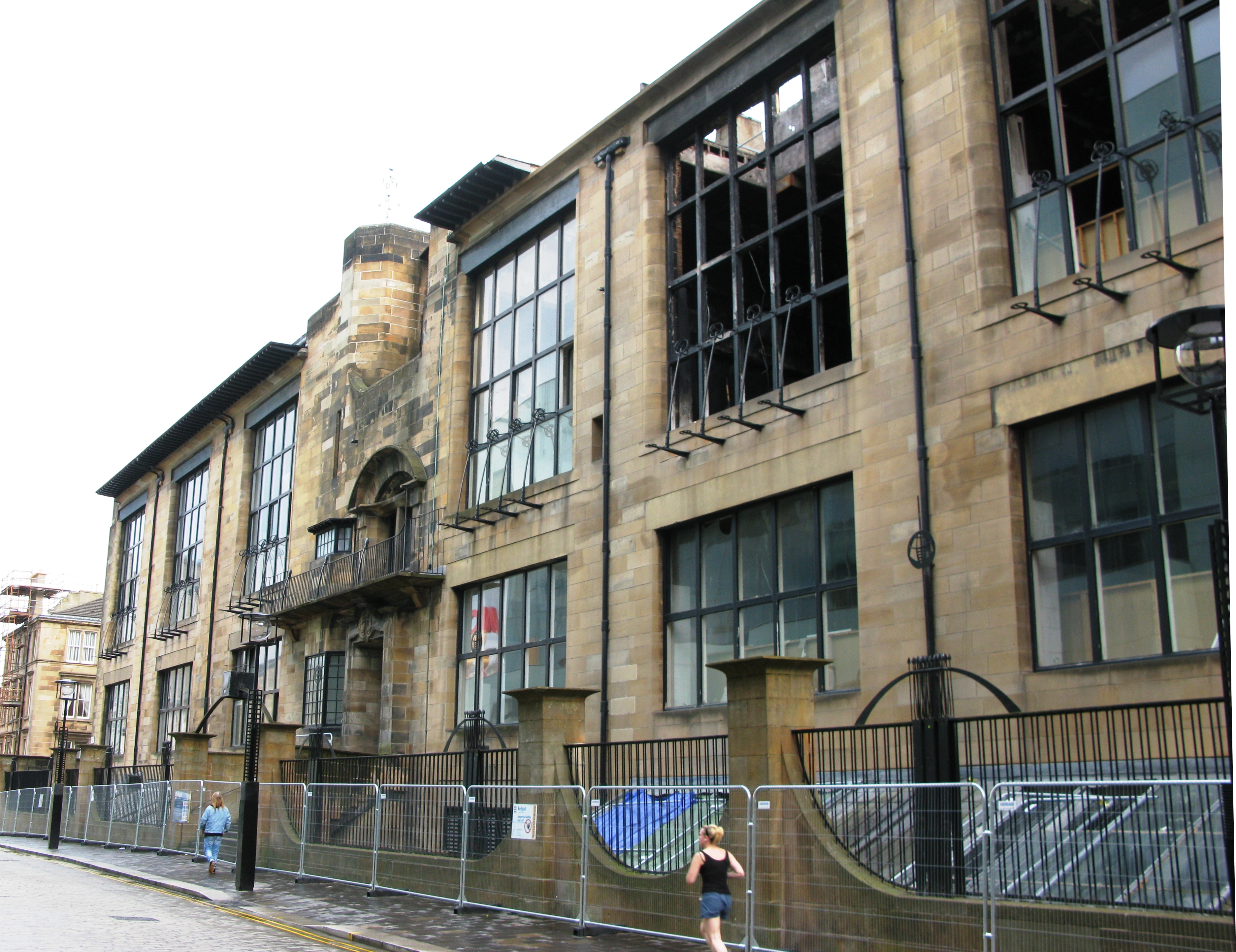
La Glasgow School of Art

La Scuola di Glasgow (dall'inglese Glasgow School) era una cerchia di artisti e designer che iniziò a formarsi a Glasgow, in Scozia, negli anni settanta dell'Ottocento, prosperando successivamente dagli anni 1890 agli anni 1910. Questo importante gruppo di artisti comprendeva diversi sottogruppi ovvero "i Quattro" (in inglese The Four), i Glasgow Boys e le Glasgow Girls. 
Alla fine del diciannovesimo secolo, Glasgow fu oggetto di un boom economico che portò alla definizione dei tratti distintivi al movimento Art Nouveau scozzese, noto come Glasgow Style ("stile di Glasgow"), che influì specialmente nei campi dell'architettura, del design degli interni e della pittura. Un'istituzione di riferimento per il gruppo era la Glasgow School of Art.

## I Quattro dellaSpook School
Tra i protagonisti del collettivo della scuola di Glasgow vi erano i cosiddetti "Quattro", composti dalla pittrice e artista del vetro Margaret Macdonald, suo marito Charles Rennie Mackintosh, che divenne un celebre architetto, la sorella di MacDonald Frances, che era una pittrice, e il designer Herbert MacNair. I Quattro definirono i canoni stilistici dell'arte di Glasgow, riprendendo elementi dal revival celtico, dall'Arts and Crafts e dal giapponismo che stavano allora trovando il favore in tutto il mondo dell'arte moderna dell'Europa continentale. I Quattro erano anche noti come Spook School, Spooky School o Ghoul School: termini che venivano inizialmente usati in modo derisorio in quanto i suddetti artisti "distorcevano e convenzionavano la forma... umana".

## IGlasgow Boys

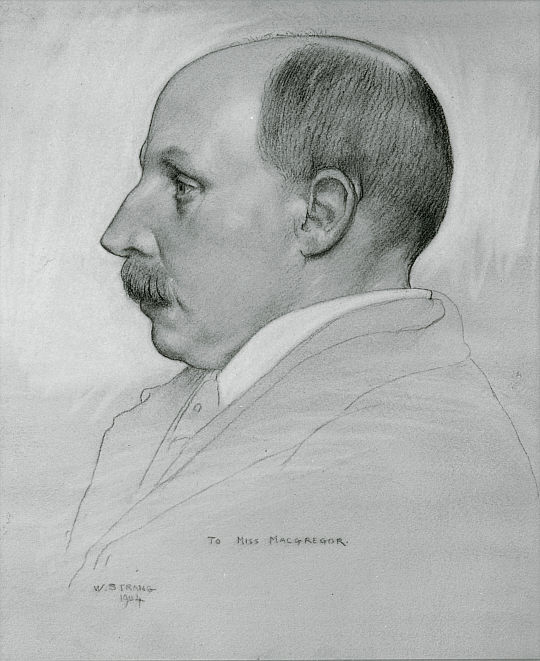
Ritratto di William York MacGregor di William Strang (1904)

Lungo la fine dell'Ottocento, nello stesso periodo in cui i Quattro stavano ottenendo sempre i primi importanti riscontri, un collettivo soprannominato Glasgow Boys ("ragazzi di Glasgow") interpretava ed espandeva i canoni della pittura impressionista e postimpressionista. I loro soggetti pittorici erano perlopiù scene rurali e prosaiche ambientate nell'area di Glasgow.
I Glasgow Boys erano composti da soli uomini, molti dei quali avevano ricevuto una formazione nella città britannica oppure vi avevano avuto forti legami. Essi erano accomunati dalla passione per il realismo e il naturalismo e condividevano un marcato disgusto per l'establishment dell'arte di Edimburgo, che consideravano oppressiva. Sebbene le loro principali influenze fossero le stampe giapponesi e il realismo francese di pittori come Jules Bastien-Lepage e James Abbott McNeill Whistler, la loro arte risente gli influssi di ciò che hanno visto soggiornando in Spagna, Nord Africa e Giappone. Le loro tele, realizzate all'aperto, erano molto curate sin nei minimi dettagli e suggerivano un senso di dinamismo.
Vi furono tre distinte ondate di Glasgow Boys. Le figure principali della prima furono James Paterson (1854-1932) e William York Macgregor (1855-1923), ed erano solite riunirsi nello studio di Macgregor. La seconda fu rappresentata da Joseph Crawhall (1861-1913), Thomas Millie Dow (1848-1919), James Guthrie (1859-1930), George Henry (1858-1943), Edward Hatkinson Hornel (1864-1933), James Whitelaw Hamilton (1860-1932) ed Edward Arthur Walton (1860-1922). La terza ondata di Glasgow Boys era invece composta da David Gauld (1865-1936), William Kennedy (1859-1918), John Lavery (1856-1941), Harrington Mann (1864-1937), Stuart Park (1862-1933), William Wells (1872 -1923), David Young Cameron (1865-1945), Alexander Ignatius Roche (1861-1923), Arthur Melville (1855-1904), Thomas Corsan Morton (1859-1928), James Nairn (1859-1904), George Pirie (1863-1946) e John Quinton Pringle (1864-1925).

## LeGlasgow Girls

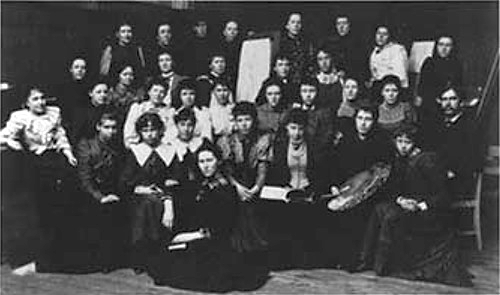
Le Glasgow Girls (ca. 1893)

Le Glasgow Girls ("ragazze di Glasgow") erano un gruppo di designer e artiste femminili che prosperarono a Glasgow durante un "periodo di luminosità" perdurato tra il 1885 e il 1920: periodo in cui la Scuola d'arte di Glasgow iniziava a godere di una certa notorietà internazionale. Il successo delle Glasgow Girls è stato attribuito al pittore "influente" e "progressista" Francis Newbery, direttore della Glasgow School of Art che permise alle donne di insegnare e di essere istruite all'interno della sua scuola. Le donne beneficiavano della nuova Glasgow Society of Lady Artists, società fondata nel 1882 all'interno della Glasgow School of Art che offriva un luogo in cui le artiste potevano incontrarsi e disporre di uno spazio espositivo. Inoltre, molte studentesse e membri delle scuole d'arte parteciparono al suffragio femminile: le studentesse "si alternavano tra le classi cucendo gli striscioni" per il movimento. Le Glasgow Girls erano composte da Margaret e Frances Macdonald dei "Quattro", Jessie M. King, Annie French, Helen Paxton Brown, Jessie Wylie Newbery, Ann Macbeth, Bessie MacNicol, Norah Neilson Gray, Stansmore Dean, Eleanor Allen Moore, De Courcy Lewthwaite Dewar, Agnes Banks Harvey e Christian Jane Fergusson. Alcune di loro, fra cui May Wilson ed Eliza Bell, continuarono a lavorare la ceramica negli anni quaranta e cinquanta del Novecento e dipingere a mano vari oggetti con motivi floreali. 
A differenza di quello dei Glasgow Boys, il nome delle Glasgow Girls venne coniato molto più tardi. Negli anni sessanta ci fu un tentativo di prestare la dovuta attenzione al lavoro delle Glasgow Girls. È stato ipotizzato che William Buchanan, capo dello Scottish Arts Council, fu il primo a usare il termine Glasgow Girls durante una mostra dei Glasgow Boys del 1968. Questa "invenzione" è stata definita un "riferimento ironico" al gruppo maschile.

## Galleria d'immagini

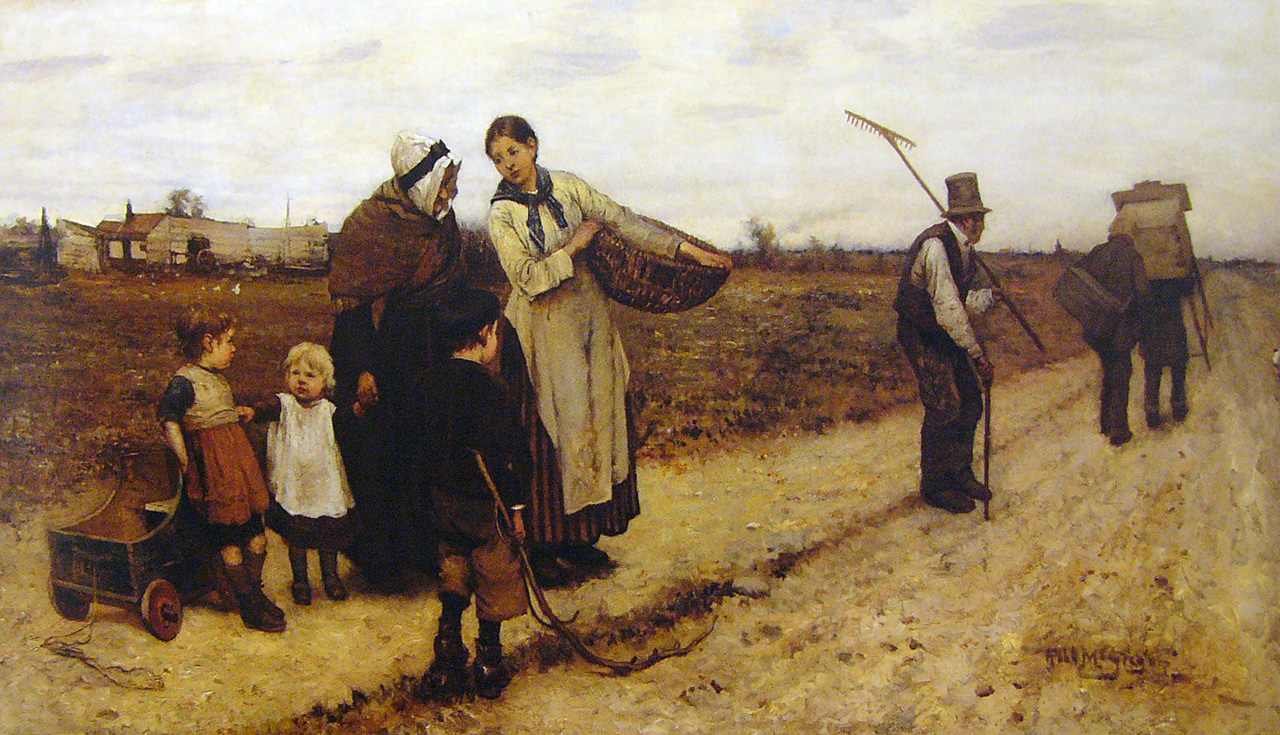
Robert McGregor, Doing the Provinces (1879)
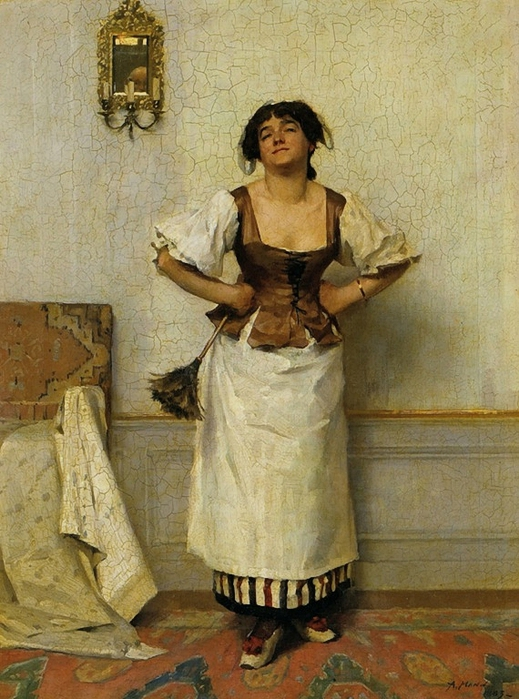
Alexander Mann, Soubrette (1883)
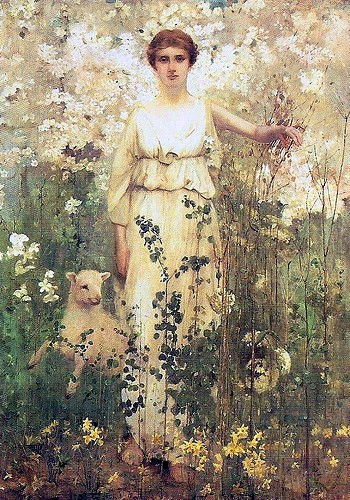
Thomas Millie Dow, Spring (1886)
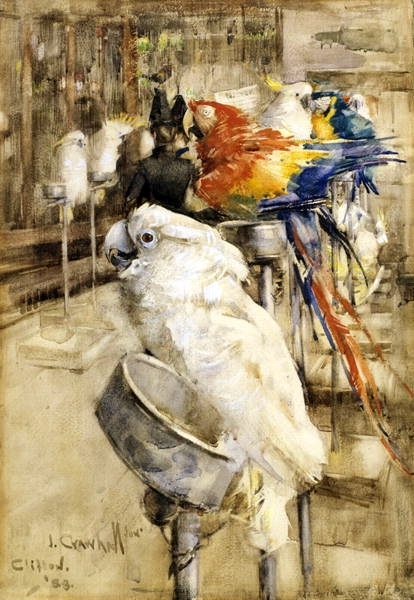
Jospeh Crwahall, The Aviary Clifton (1888)
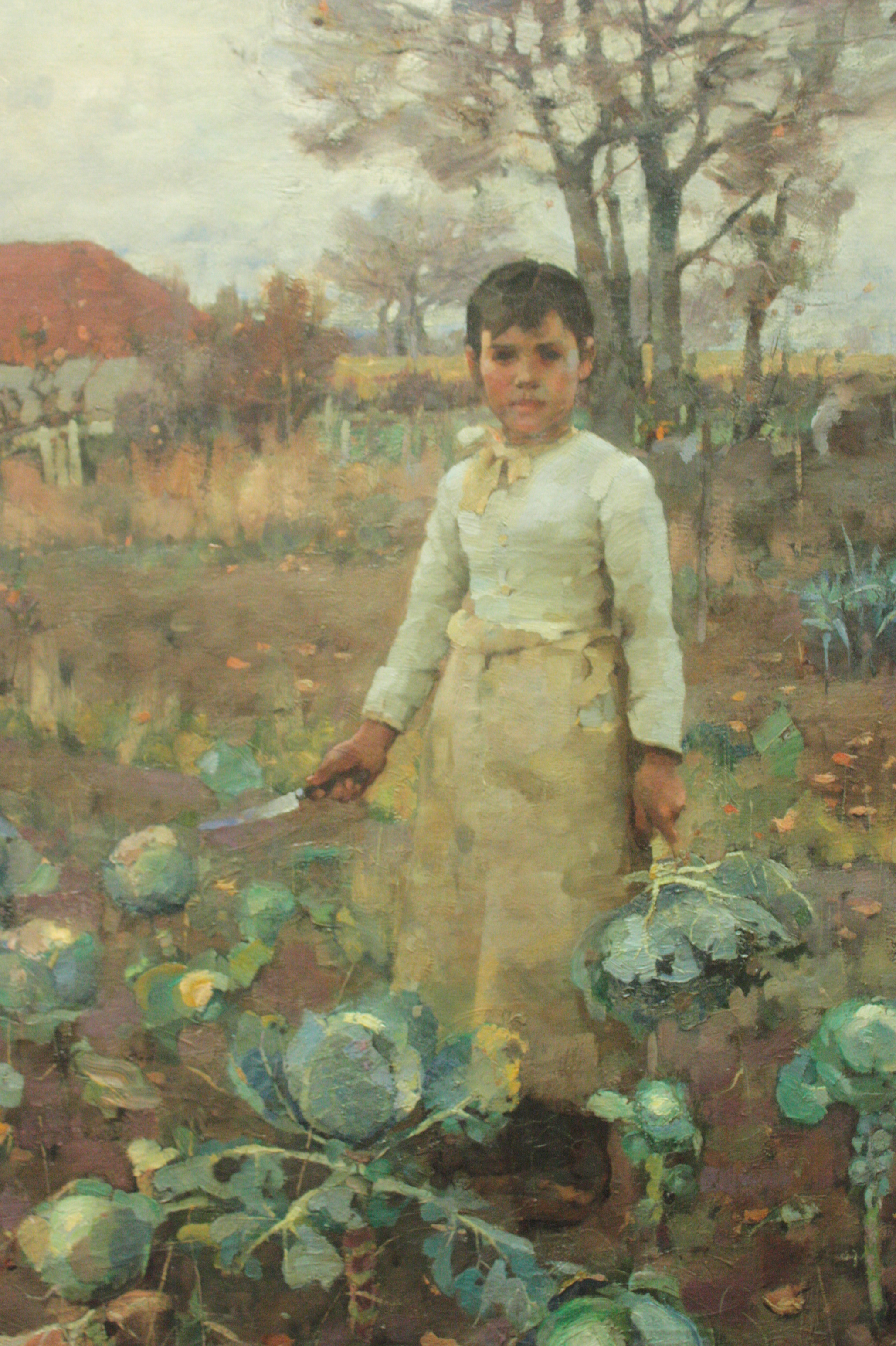
James Guthrie, A Hind's Daughter (1884)
John Quinton Pringle, Still Life with the Head of Dante (ca. 1886-1890)
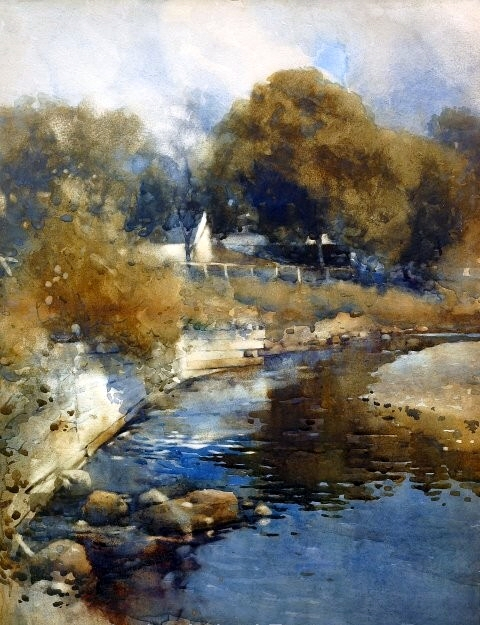
James Paterson, Craigdarroch Water (1889)
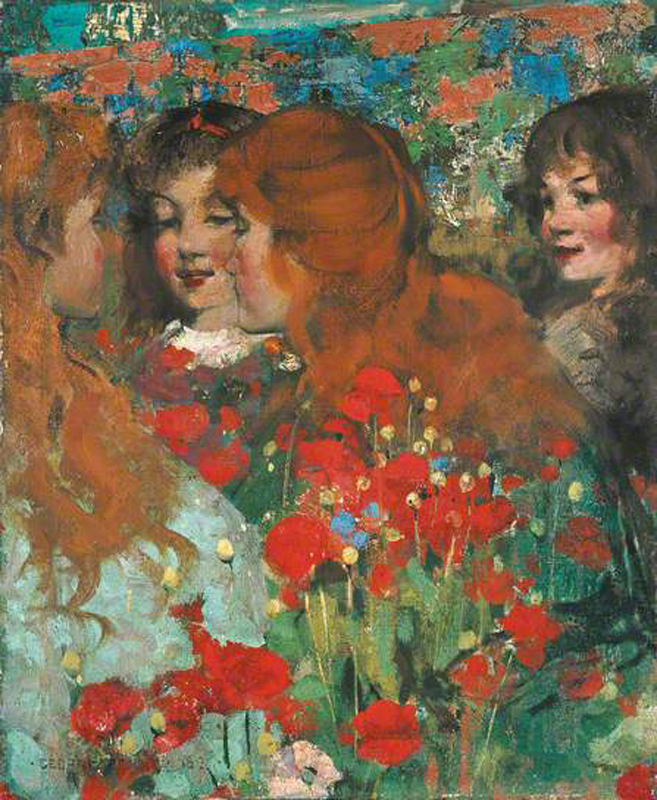
George Henry, Poppies (1891)
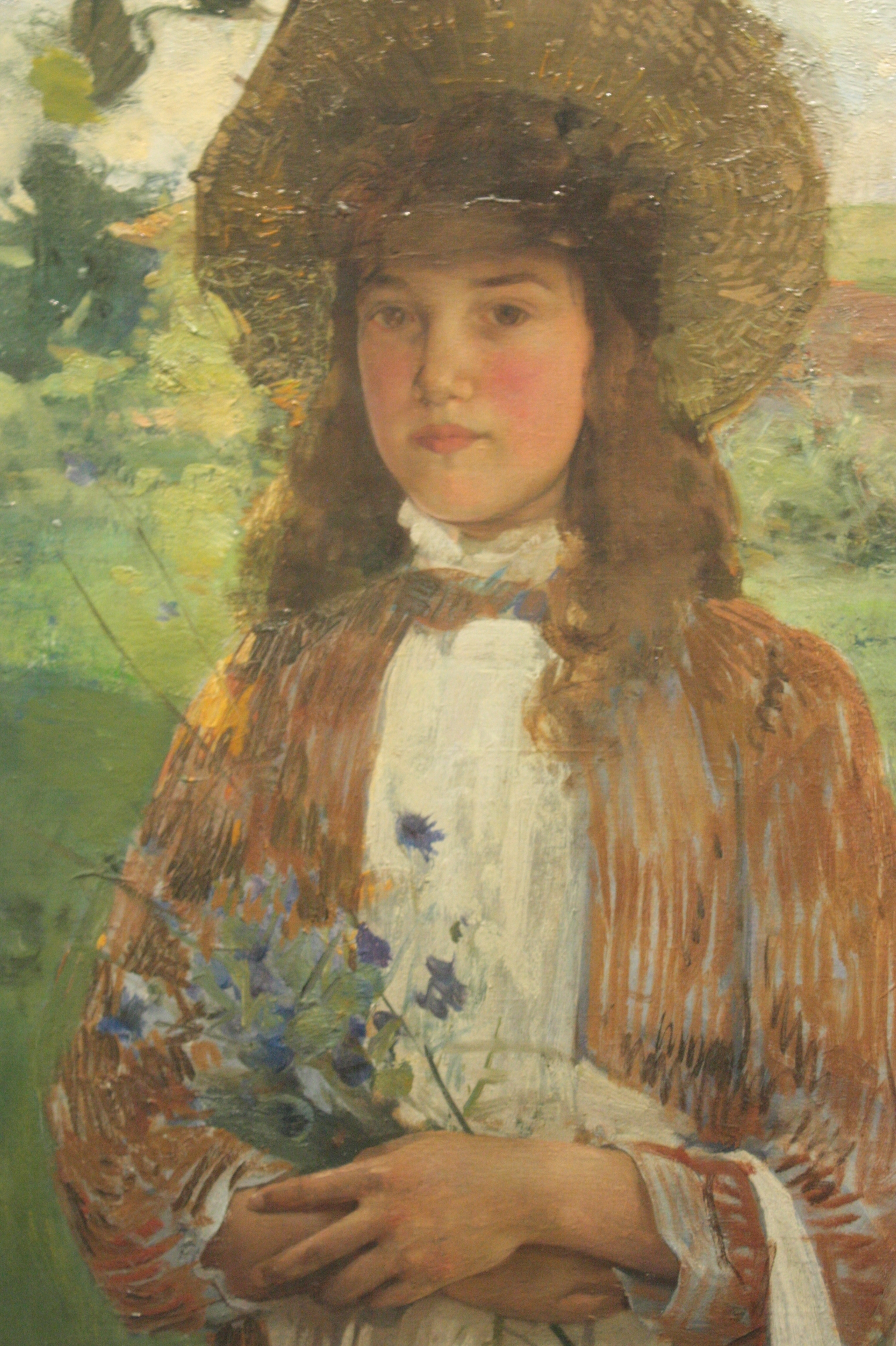
Edward Arthur Walton, Bluette (1891)
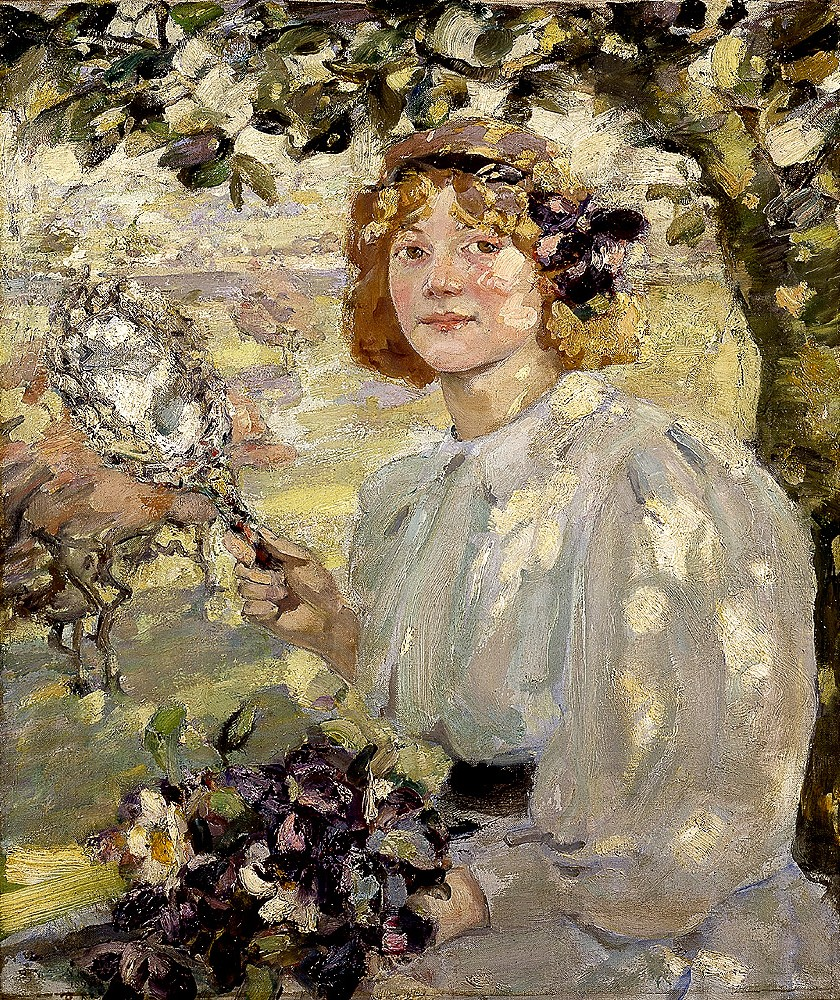
Bessie MacNicol, Under The Apple Tree (1899)
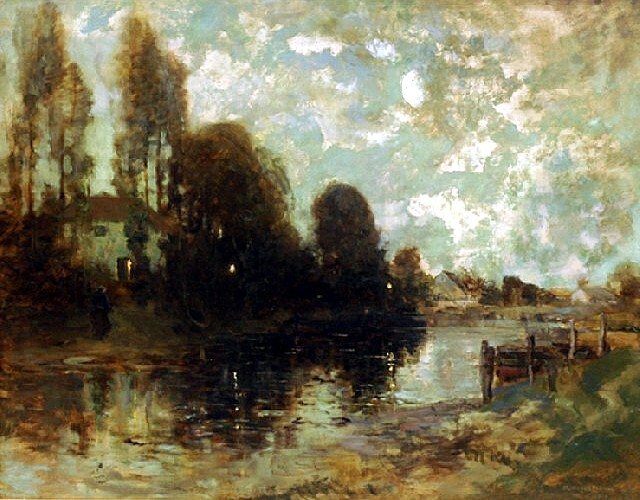
Grosvenor Thomas, Moonlit French Village (1903)
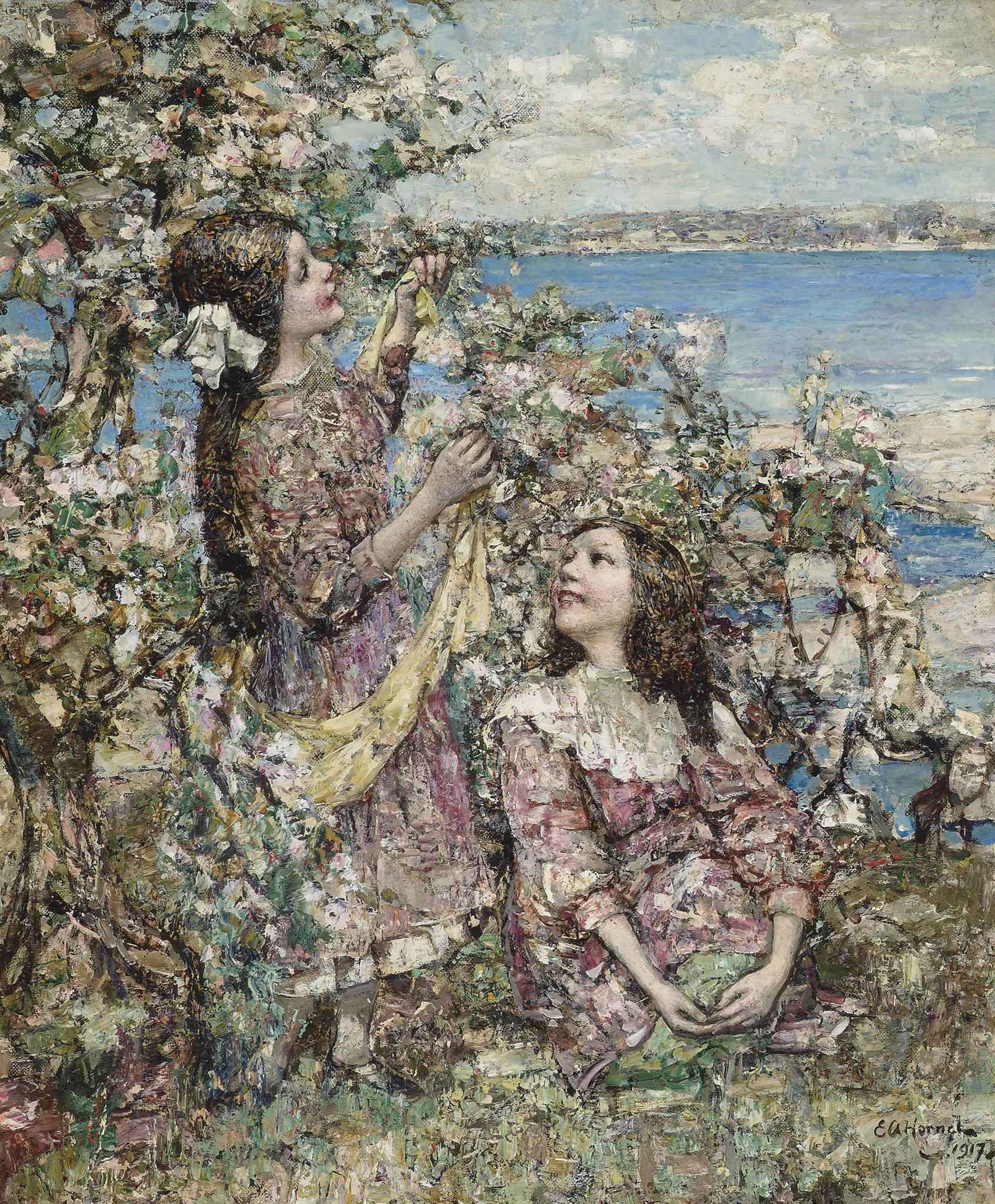
Edward Atkinson Hornel, Amidst the spring blossom (1905)
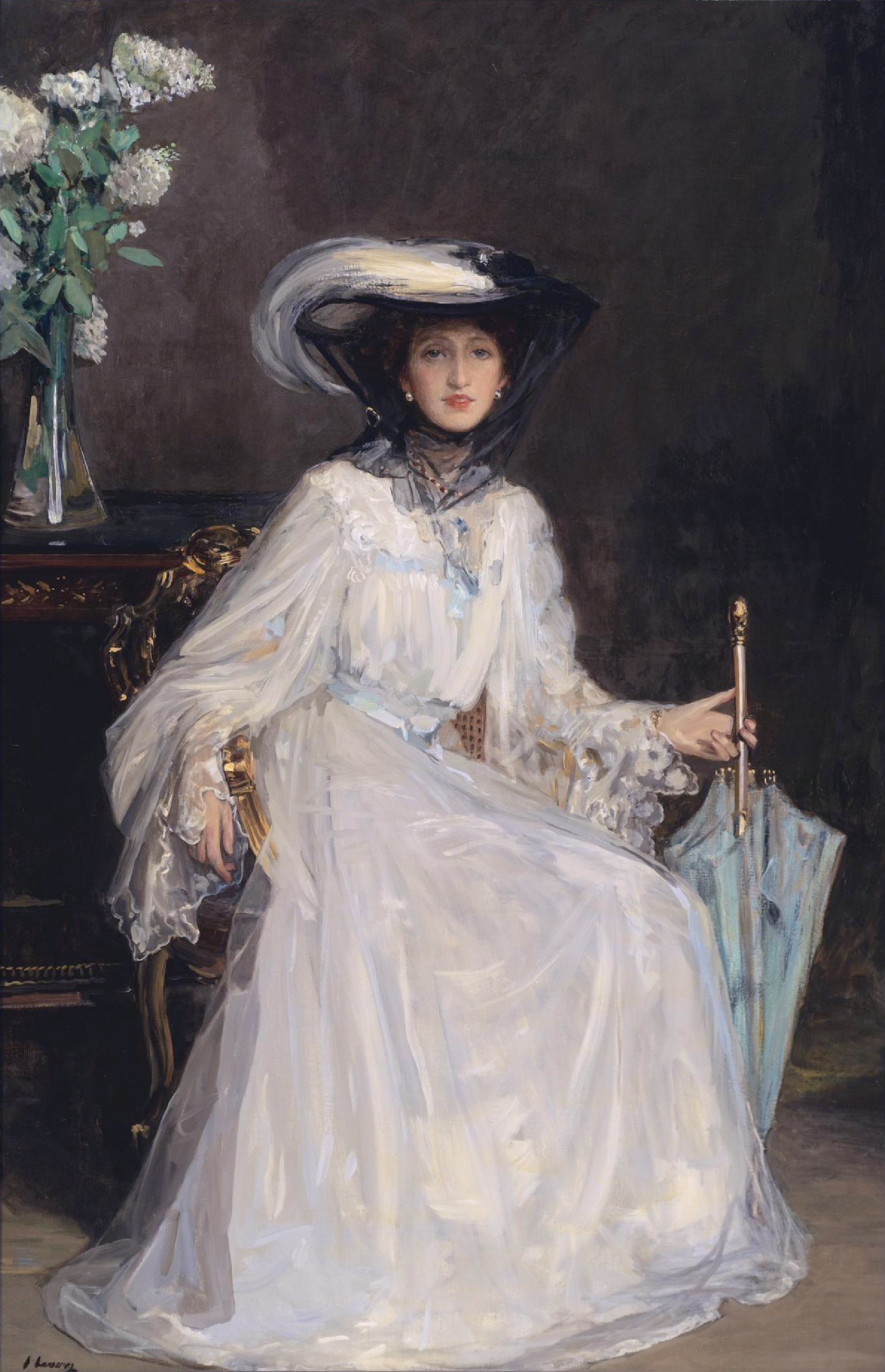
John Lavery, Evelyn Farquhar, wife of Captain Francis Douglas Farquhar (1906)
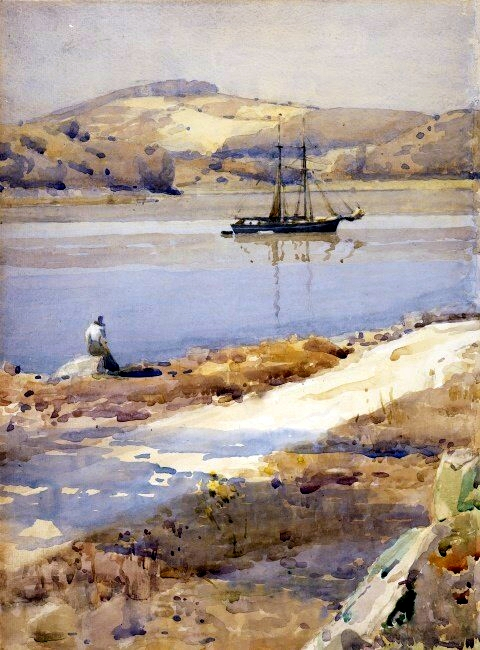
James Paterson, Kippford Waiting For The Tide (1913)
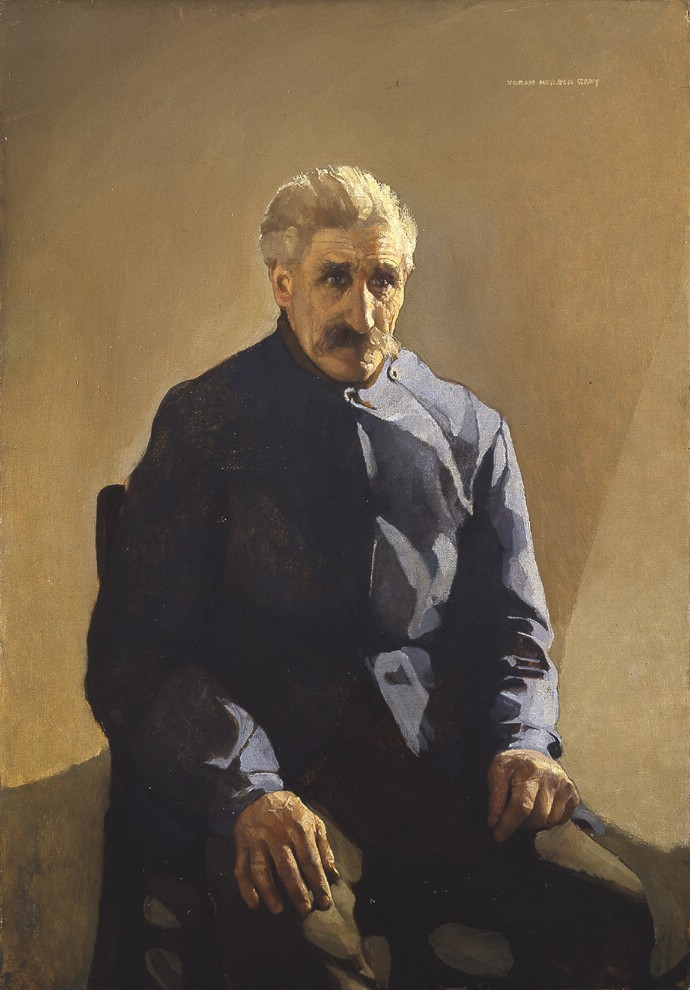
Norah Nelson Gray, The Belgian Refugee (1915)
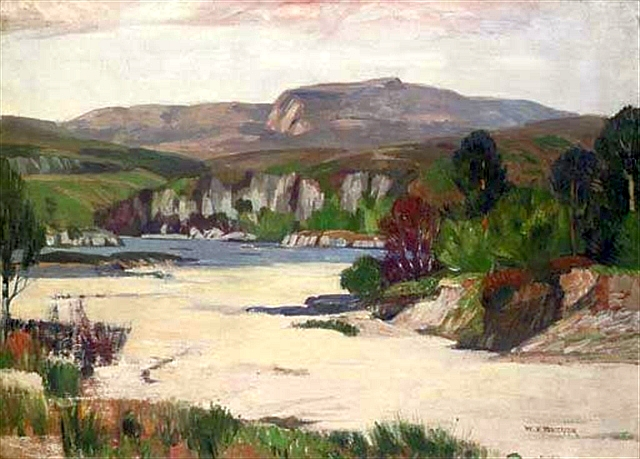
William Yotk MacGregor, The Sands Of Morar (data sconosciuta)
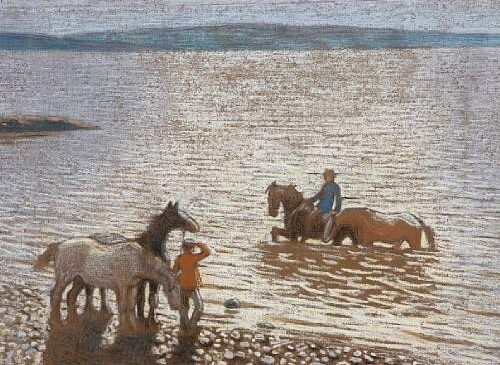
Thomas Corsan Morton, Sun glitter on the Forth (data sconosciuta)
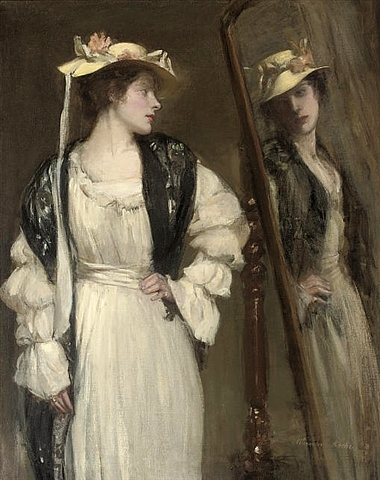
Alexander Ignatius Roche, The Looking Glass (data sconosciuta)